# Зависть к пенису
Зависть к пенису (нем. Penisneid) — одно из положений классического психоанализа; стадия психосексуального развития женщины, описанная Зигмундом Фрейдом, на которой молодые девушки испытывают тревогу при осознании того, что у них нет полового члена. Фрейд считал это осознание определяющим моментом в серии переходов к зрелой женской сексуальности. В теории Фрейда на стадии зависти к пенису начинается переход от привязанности к матери к соперничеству с матерью за внимание, признание и привязанность отца. Параллельной реакцией мальчика на осознание того, что у женщин нет полового члена, является страх кастрации.
Теория Фрейда о зависти к пенису подвергалась критике и обсуждению со стороны других психоаналитиков, таких как Карен Хорни, Эрнест Джонс, Хелен Дойч и Мелани Кляйн.

## Теория Фрейда
Фрейд ввел понятие интереса и зависти к пенису в своей статье 1908 года «О сексуальных теориях детей». Это понятие не упоминалось в первом издании более ранних «Трех работ Фрейда по теории пола» (1905 г.), но синопсис статьи 1908 г. был добавлен в третье издание 1915 г.. В «О нарциссизме» (1914) он описал, как некоторые женщины развивают мужской идеал как «пережиток мальчишеской натуры, которой они сами когда-то обладали». Значение этого термина росло по мере того, как Фрейд постепенно уточнял свои взгляды на сексуальность, придя к описанию психического процесса, который, по его мнению, происходил при переходе от фаллической стадии к латентной стадии (см. Психосексуальное развитие).

### Психосексуальное развитие

#### Ребёнок
Зависть к пенису проистекает из концепции Фрейда об Эдиповом комплексе, в котором фаллический конфликт возникает как у мужчин, так и у женщин. Хотя Карл Юнг проводил различие между Эдиповым комплексом у мужчин и комплексом Электры у женщин в своей работе «Теория психоанализа», Фрейд отверг этот последний термин, заявляя, что женский Эдипов комплекс не есть то же самое, что мужской Эдипов комплекс, потому что «только в ребёнке мужского пола мы находим роковое сочетание любви к одному из родителей и одновременной ненависти к другому как к сопернику». Это развитие женского эдипова комплекса по Фрейду начинается тогда, когда женщина сравнивает себя с мужчиной, воспринимая различия не как половой признак, а скорее предполагая, что она ранее обладала пенисом и потеряла его в результате кастрации. Это приводит к тому существенному различию между мужским и женским Эдиповым комплексом, что девочка принимает кастрацию как факт, тогда как мальчик её боится.
Фрейд считал, что зависть к пенису может привести к:
- Обиде на мать, которая не смогла обеспечить дочь пенисом
- Обесценивание матери, которая кажется кастрированной
- Отказ от фаллической активности (клиторальная мастурбация) и принятие пассивности (вагинальный половой акт)
- Символическая эквивалентность между пенисом и ребёнком[9]

Эта зависть к пенису приводит, по Фрейду, к различным психическим последствиям, пока она не выливается в реакцию — формирование комплекса мужественности. Одним из таких последствий является чувство неполноценности после осознания раны, нанесенной её нарциссизму. Поначалу пытаясь объяснить отсутствие пениса наказанием к себе, позже она осознает универсальность своего женского положения, и в результате начинает разделять презрение мужчин к женщинам как к низшим (в важном отношении отсутствие пениса), и поэтому настаивает на том, чтобы быть похожим на мужчину. Второе последствие зависти к пенису включает в себя формирование такой черты характера, как ревность, за счет смещения покинутой зависти к пенису при взрослении.
Результат этих тревог достигает кульминации в том, что девушка отказывается от своего желания иметь пенис и вместо этого ставит его на место желания иметь ребёнка; и с этой целью она берет отца в качестве объекта любви и делает мать объектом своей ревности.

#### Взрослый
Фрейд считал, что при нормальном женском развитии зависть к пенису трансформируется в желание иметь мужчину и/или ребёнка.

## Общество и культура

### В психоаналитических кругах
Теории Фрейда относительно психосексуального развития и, в частности, фаллической стадии, подверглись сомнению со стороны других ранних психоаналитиков, таких как Карен Хорни, Отто Фенихель и Эрнест Джонс, хотя Фрейд не принимал их точку зрения на зависть к пенису как на вторичную, а не первичную, женскую реакцию. Более поздние психологи, такие как Эрик Эриксон и Жан Пиаже, бросили вызов фрейдовской модели психологического развития ребёнка в целом.
Жак Лакан, однако, подхватил и развил теорию Фрейда о важности того, что он назвал «половым членом в бессознательном женщины» в лингвистических терминах, рассматривая то, что он называл фаллосом, как привилегированное .Тем самым он открыл новое поле для дебатов вокруг фаллогоцентризма — некоторые деятели, такие как Джульет Митчелл, поддерживали точку зрения на зависть к пенису, которая «использует не мужчину, а фаллос, на который мужчина должен претендовать, в качестве своего ключевого термина»; другие решительно отвергают это.
Эрнест Джонс попытался исправить первоначальную теорию Фрейда о зависти к пенису, дав три альтернативных значения:
1. Желание приобрести пенис, обычно проглатывая его и удерживая в теле, часто превращая его там в ребёнка.
2. Желание иметь пенис в области клитора
3. Взрослая женщина хочет насладиться пенисом во время полового акта[3]

### Феминистская критика
Согласно теории Фрейда, женский сексуальный центр смещается с клитора во влагалище во время гетеросексуального жизненного события.
Карен Хорни — немецкий психоаналитик, которая также уделяла большое внимание детскому опыту в психологическом развитии, отстаивала концепцию «зависти к матке» и считала «мужской нарциссизм» лежащим в основе господствующей фрейдистской точки зрения.
Некоторые феминистки утверждают, что теория развития Фрейда гетеронормативна и отрицает у женщин зрелую сексуальность, независимую от мужчин; они также критикуют его за то, что вагине отдается предпочтение перед клитором как центром женской сексуальности. Они критикуют социосексуальную теорию за то, что она отдает предпочтение гетеросексуальной сексуальной активности и проникновению полового члена в определении женского «зрелого состояния сексуальности». Другие утверждают, что эта концепция объясняет, как в патриархальном обществе женщины могут завидовать власти, предоставленной тем, у кого есть фаллос.
В своей научной статье «Женщины и зависть к пенису» (1943) Клара Томпсон переформулировала последнюю как социальную зависть к атрибутам доминирующего пола, социологический ответ на подчинение женщин патриархату.
Бетти Фридан назвала зависть к пенису чисто паразитической социальной предвзятостью, типичной для викторианства и, в частности, для собственной биографии Фрейда, и показала, как эта концепция сыграла ключевую роль в дискредитации альтернативных представлений о женственности в начале и середине двадцатого века: «Потому что последователи Фрейда могли видеть только женщину в образе, определённом Фрейдом — неполноценной, ребячливой, беспомощной, без возможности счастья, если она не приспособится к тому, чтобы быть пассивным объектом мужчины — они хотели помочь женщинам избавиться от их подавленной зависти, их невротического желания быть равными. Они хотели помочь женщинам обрести сексуальное удовлетворение как женщины, утверждая их естественную неполноценность».
Небольшое, но влиятельное число философов-феминисток, работающих в области психоаналитического феминизма, в том числе Люс Иригарай, Джулия Кристева и Элен Сиксу, приняли различные постструктуралистские взгляды на этот вопрос, вдохновленные или, по крайней мере, оспоренные такими фигурами, как Жак Лакан и Жак Деррида.